# Garden State (саундтрек)
Garden State — саундтрек к фильму «Страна садов», составленный Заком Браффом, издан в 2004 году. За эту компиляцию в 2005 году он получил награду «Грэмми» в номинации «Best Compilation Soundtrack Album for a Motion Picture, Television or Other Visual Media».

## Культурное влияние
В эпизоде Субботним вечером в прямом эфире с Заком Браффом последний играл одного из старшеклассников, пытающихся выбрать музыку для предстоящего студенческого бала. Герой Зака Браффа предлагает музыкальную тему из Страны садов, так как этот саундтрек «изменил его жизнь», но организационный комитет описывает диск как «Pitchfork Media mix CD» и от идеи быстро отказываются.

## Список композиций
1. «Don't Panic» — Coldplay — 2:16
2. «Caring Is Creepy» — The Shins — 3:20
3. «In the Waiting Line» — Zero 7 — 4:33
4. «New Slang» — The Shins — 3:51
5. «I Just Don’t Think I’ll Ever Get Over You» — Colin Hay — 5:18
6. «Blue Eyes» — Cary Brothers — 4:18
7. «Fair» — Remy Zero — 3:54
8. «One of These Things First» — Nick Drake — 4:49
9. «Lebanese Blonde» — Thievery Corporation — 4:46
10. «The Only Living Boy in New York» — Simon & Garfunkel — 3:59
11. «Such Great Heights» — Iron & Wine (кавер The Postal Service, альбома Give Up) — 4:12
12. «Let Go» — Frou Frou — 4:12
13. «Winding Road» — Bonnie Somerville — 3:27